# Бьорн Фери
Бьорн Фери е шведски биатлонист, олимпийски шампион в преследването от зимните олимпийски игри във Ванкувър през 2010 г.
Дебютира за световната купа през 2001 г. Участва на три зимни олимпийски игри – в Солт Лейк Сити 2002, Торино 2006 и Ванкувър 2010. На Олимпиадата в Торино завършва четвърти с щафетата на Швеция. През 2007 печели златен медал от световното първенство в Антхолц в смесената щафета.